# Lituaria habereri
Lituaria habereri är en korallart som beskrevs av Heinrich Balss 1910. Lituaria habereri ingår i släktet Lituaria och familjen Veretillidae. Inga underarter finns listade i Catalogue of Life.